# Trudoliubivka, Domanivka
Trudoliubivka (în ucraineană Трудолюбівка) este un sat în comuna Șceaslîvka din raionul Domanivka, regiunea Mîkolaiiv, Ucraina.

## Demografie
Componența lingvistică a localității Trudoliubivka
     Ucraineană (88,52%)
     Rusă (6,56%)
     Română (1,64%)
Conform recensământului din 2001, majoritatea populației localității Trudoliubivka era vorbitoare de ucraineană (88,52%), existând în minoritate și vorbitori de rusă (6,56%) și română (1,64%).